# عيد بن مربح
عيد بن عوض بن مربح بن حمد القلادي الرشيدي، (1948 - 2018) هو شاعر من أبرز شعراء الساحة الشعبية في السعودية والخليج، وله قصائد في مجالات عدة أشتهر بها.

## بداياته الشعرية
بدأ الشعر من الكويت في حقبة الستينيات في مرحلة مبكرة من عمره في سن السادسة عشرة، فطرق أبواب الشعر بشقيه شعر المحاورة، ثم شعر النظم، وذاع صيته بين الناس وقتذاك، وتمكّن من حفر اسمه في زمن كان صعباً بروز الشعر لشحّ القنوات، ولوجود عمالقة أقدم منه بالساحة، لكنه استطاع مجاراتهم بموهبة المتمكن.
عُرف «عيد بن مربح» بجمال قصائده وعذوبة مفردتها، وسارت الركبان بأكثر من قصيدة، وأشهرها قصيدة «المور» التي حققت انتشاراً غير مسبوق، وقصتها هو عندما استدان بقسط شهري لا يقل عن 5 آلاف ريال، وأصرّ أن يعمل به ولا يعود لقريته إلا بمبلغ السداد؛ لأنه وقع بحرج من صاحب هذه الشاحنة، فهو يريد حقه من المال، وخاطب في قصيدته «المور» وهو يشكو ظروفه، وانتشرت بصوت المنشد فهد مطر كشيلة شعبية، ومن قصائده «علاوي نجد».

## قصة قصيدة «المور»
قصه وقصيدة المور الشهيرة لعيد ابن مربح عندما كانت حالته المادية سيئة وكان يعول والديه الكبيرين في السن وعائلته، فتراكمت عليه الديون وكان أحد أبناء عمومته تاجر ولديه من سيارات النقل العام (مركبات مرسيدس تسمي المور) أعدادآ كثيره وقد توجه عيد لابن عمه راجيا منه إستعاره إحدى الشاحنات لكي يكسب بها رزقه ويسدد ديونه ومن ثم يسدد قيمتها على دفعات فرد عليه ابن عمه بالموافقة وقال: لك ماطلبت ولكن سوف (أزعل عليك) إذا شاهدت سيارة (المور) (أسم السيارة)واقفه أمام منزلك وأنت نايم في منزلك، فهذه السيارة تحتاج لمن يضغط على نفسه لكي يجني من ثمارها ويجب عليك أن تستغلها إستغلال جيد بنقل البضائع ليل نهار حتى تدرك ماتصبوا اليه فوافق على الشرط اللي وضعه ابن عمه، وقام ينقل البضائع من كل قرية ومدينه، وتغرب عن أهله وأبناءه ودياره زمنا، وفي خلال هذه الفترة رزق بإبن سموه غريب ، لتغرب أبيه عنه في يوم بلغ بعيد الهم مبلغة وفي منتصف الطريق عطلت مركبته لشدة الحر في الصحراء، فأنشد هذه القصيده مبين حزنه وإشتياقه لأهله وإبنه غريب وخوفه من أصحاب الدين:
- يالمور: إختصار لشاحنات مركبات مرسيدس.
- ميقوع: هجره على طريق الجوف تبوك.
- غريب: ابن الشاعر.

## ومن اشعاره
- من أشهر قصائدة هي قصيدة ياعلاوي نجد:

## وفاته
وافته المنية يوم الأربعاء في 26 سبتمبر 2018، في السعودية عن عمر ناهز السبعين عاماً، بعد مكوثه بالعناية المركزة الأيام الماضية، إلى ان انتقل إلى رحمة الله.